# Karen Bejarano
Pour les articles homonymes, voir Paola et Bejarano.
Karen Liecelotte Bejarano Flores (née le 9 février 1985 à Santiago du Chili), mieux connue sous le nom de Karen Paola, est une actrice, chanteuse, animatrice de radio et télévision chilienne.

## Discographie
- 2004 : Viva la noche (Music World)
- 2005 : Komo tú (Music World)
- 2008 : Karen Paola (Feria Music)
- 2013 : Style (Feria Music)

### Singles
| Titre                                 | Année | Position haute | Certifications | Album         |
| Titre                                 | Année | CHI            | Certifications | Album         |
| ------------------------------------- | ----- | -------------- | -------------- | ------------- |
| "Ven, ven, ven"                       | 2004  | 3              |                | Viva la noche |
| "Dime"                                | 2004  | 7              |                | Viva la noche |
| "Viva la noche"                       | 2004  | 7              |                | Viva la noche |
| "Besa mi piel"                        | 2005  | —              |                | Viva la noche |
| "Bum bum bum"                         | 2005  | 83             |                | Viva la noche |
| "No te miento"                        | 2005  | —              |                | Komo tú       |
| "Eres un bombom"                      | 2005  | —              |                | Komo tú       |
| "La vida es cool" (con Ximena Abarca) | 2006  | 79             |                | Komo tú       |
| "Qué calor"                           | 2006  | —              |                | Komo tú       |
| "Vete"                                | 2008  | 13             |                | Karen Paola   |
| "Take it down"                        | 2009  | 86             |                | Karen Paola   |
| "Hoy se muere"                        | 2009  | —              |                | Karen Paola   |
| "Capitán" (con Camaleón Landáez)      | 2012  | 96             |                | Style         |

## Télévision

### Programmes
| Année     | Programme                | Rôle                                         | Télédiffuseur |
| --------- | ------------------------ | -------------------------------------------- | ------------- |
| 2003-2005 | Mekano                   | Elle-meme                                    | Mega          |
| 2008-2010 | Yingo                    | Jury                                         | Chilevisión   |
| 2008      | Teatro en Chilevisión    | Actrice invitée                              | Chilevisión   |
| 2010-2012 | Calle 7                  | Elle-même                                    | TVN           |
| 2012      | Fiebre de Baile V        | Participante                                 | Chilevisión   |
| 2012      | Adopta un famoso         | Elle-meme                                    | TVN           |
| 2012      | La mañana de Chilevisión | Panéliste                                    | Chilevisión   |
| 2013      | Bienvenidos              | Panéliste                                    | Canal 13      |
| 2013      | Más Vale Tarde           | Panéliste (2013) Présentatrice (depuis 2013) | Mega          |
| 2014-     | Mucho gusto              | Panéliste                                    | Mega          |
| 2014      | 3e Festival Viva Dichato | Présentatrice (2e nuit) (avec Luis Jara)     | Mega          |
| 2014      | Sin Uniforme             | Elle-même (Invitée)                          | Etc TV        |
| 2014      | Zona de Estrellas        | Elle-même (Invitée)                          | Zona Latina   |
| 2014-2015 | Amor a prueba            | Hôte                                         | Mega          |
| 2015      | Vuelta a la Manzana      | Animatrice                                   | Mega          |

### Telenovelas
| Année | Série          | Personnage  | Chaîne |
| ----- | -------------- | ----------- | ------ |
| 2003  | Amores urbanos | Kiara       | Mega   |
| 2005  | EsCool         | Julia Araya | Mega   |

## Radio
| Année | Émission            | Rôle       | Station    |
| ----- | ------------------- | ---------- | ---------- |
| 2013  | De Todo con Candela | Animatrice | Candela FM |

### Sources
- (es) Cet article est partiellement ou en totalité issu de l’article de Wikipédia en espagnol intitulé « Karen Paola » (voir la liste des auteurs).